# František Schoř
František Schoř (26. března 1901 Moravské Bránice – 24. ledna 1945 Breslau) byl český odbojář popravený nacisty.

## Život
František Schoř se narodil 26. března 1901 v Moravských Bránicích na Brněnsku v rodině tesaře Martina Schoře a Marie, rozené Zoufalé. Začal pracovat jako zámečník, později jako upravovač v brněnské Zbrojovce. V roce 1928 se oženil s Růženou Schořovou. Po německé okupaci v březnu 1939 se zapojil do protinacistického odboje v odbojové organizacích Obrana národa a Lípa, která byla jihomoravskou částí Přípravného revolučního národního výboru. Skupina Lípa se zaměřovala na podporu rodin zatčených odbojářů, shromažďování výzbroje pro případné protiněmecké povstání a jejím hlavním působištěm byla brněnská Zbrojovka. Za svou činnost byl 12. dubna 1944 zatčen gestapem a vězněn v brněnských Kounicových kolejích a Breslau. Zde byl 19. prosince 1944 odsouzen lidovým soudem k trestu smrti a 24. ledna 1945 popraven.

## Posmrtná ocenění
- Františku Schořovi byla v roce 1971 v Moravských Bránicích Jiráskově ulici 211 odhalena pamětní deska